# غوردوارا سري كالجيدهار صاحب
غوردوارا سري كالجيدهار صاحب (بالإنجليزية: Gurdwara Sri Kalgidhar Sahib، وبالبنجابية: ਟਾਕਾਨੀਨੀ ਗੁਰਦੁਆਰਾ)، يقع في أوكلاند، وهو أكبر غوردوارا سيخي في نيوزيلندا. وتم افتتاحه رسمياً في 13 مارس 2005 بحضور رئيسة الوزراء هيلين كلارك.